# Pluralisme polític
La teoria pluralista de l'estat (o pluralisme polític) estipula que en la participació representativa existeixen diverses elits competint per obtenir el poder polític. El seu principal ideòleg és Robert Dahl.
A diferència de la teoria elitista, el pluralisme reconeix la participació de diversos grups que no necessàriament formen part de l'aristocràcia. Les parts que competeixen en el pluralisme es caracteritzen per l'heterogeneïtat ideològica i social, independentment dels recursos econòmics que tinguin.
Segons la definició aportada per Philippe C. Schmitter, el pluralisme es pot definir com un «sistema de representació d'interessos en què les unitats constitutives estan organitzades en un nombre no especificat de categories múltiples, voluntàries, competitives, no jeràrquicament ordenades i autodeterminades, que no estan especialment autoritzades, reconegudes, subsidiades, creades o d'alguna manera controlades per l'Estat en la selecció de dirigents o l'articulació dels seus interessos, i que no exerceixen un monopoli de l'activitat representativa dins de les seves respectives categories».